# Emilia khaopawtaensis
Emilia khaopawtaensis là một loài thực vật có hoa trong họ Cúc. Loài này được H.Koyama mô tả khoa học đầu tiên năm 1986.